# Hullebrug
De Hellebrug is een betonnen liggerbrug over de Grote Nete in Itegem, een deelgemeente van Heist-op-den-Berg. De brug werd gebouwd in 1969 op de baan tussen Berlaar en Herenthout. De Hellebrug bestaat uit één overspanning en heeft een lengte van 17 m.
Voor deze site waren steeds 3 schrijfwijzen in gebruik : Hellebrug werd en wordt nog steeds gebruikt door de dienst Zeekanalen. Hillebrug is de oudste gangbare benaming ; vindt zijn oorsprong in 'hilde', opslag van hooi op een zoldering, en 'brug' verbastering van 'broeck' ; dus 'hooiopslagplaats in een wetland'. Hullebrug is reeds lang de gangbare benaming in de volksmond.
Hillebrug is tevens de benaming van de verzameling van gebouwen en weilanden gelegen rond de Hellebrug. De eerste sporen vinden we terug op de oude Ferraris-kaarten en in de kronieken van de Heren Van Itegem vanaf de 14de eeuw. Sedert 2006 is Hullebrug de benaming van een veelbezochte B&B in exploitatie aldaar, met 5 kamers en 12 slaapplaatsen. Gedurende enkele honderden jaren was er een gekende herberg, afspanning, tevens brouwerij, smidse, boerderij ; de uitbater mocht tolgeld innen voor het gebruik van de veerpont, later ophaalbrug ; hij was tevens ook de uitbater van de achterliggende watermolen, die enkel in de natte maanden in bedrijf was. Deze watermolen brandde af begin 1600 bij gevechten tussen de Nederlanden en Spanje, tijdens de 80-jarige oorlog.